# 1-й запасной истребительный авиационный полк
1-й запасно́й истреби́тельный авиацио́нный полк (1-й зиап) — учебно-боевая воинская часть Военно-воздушных сил (ВВС) Вооружённых Сил РККА, занимавшаяся обучением, переподготовкой и переучиванием лётного состава строевых частей ВВС РККА в период боевых действий во время Великой Отечественной войны, осуществлявшая подготовку маршевых полков и отдельных экипажей на самолётах ЛаГГ-3, Ла-5 и Ла-7.

## Наименования полка
- 163-й резервный авиационный полк
- 1-й запасной истребительный авиационный полк

| Ла-7 | Ла-5 | ЛаГГ-3 |

## Создание полка
1-й запасной истребительный авиационный полк сформирован 5 июля 1941 года на базе 163-го резервного авиационного полка в г. Арзамас Московского военного округа.

## Основное назначение полка
1-й запасной истребительный авиационный полк осуществлял подготовку маршевых полков и отдельных экипажей на самолётах ЛаГГ-3, Ла-5 и Ла-7.

## Расформирование полка
1-й запасной истребительный авиационный полк 13 февраля 1946 года был расформирован в соответствии с Директивой Главного штаба ВВС

## Командиры полка
- майор Пелипец Денис Алексеевич , 06.08.41 — 04.10.41
- майор Валуйцев Иван Александрович, 04.10.41 — 29.05.42
- подполковник Черкасов Макар Иванович, 29.05.42 — 30.06.42
- майор Иванов, Фёдор Дмитриевич, 30.06.42 — 23.05.44
- подполковник Анохов Павел Иванович, 23.05.44 — 13.02.46

## В составе соединений и объединений
| Период        | Округ                    | армия      | дивизия                          | примечание    |
| ------------- | ------------------------ | ---------- | -------------------------------- | ------------- |
| 05.07.1941 г. | Московский военный округ | ВВС округа |                                  |               |
| 09.01.1942 г. | Московский военный округ | ВВС округа | 2-я запасная авиационная бригада |               |
| 13.02.1946 г. | Московский военный округ | ВВС округа | 2-я запасная авиационная бригада | расформирован |

## Базирование
| Период            | Аэродром                       |
| ----------------- | ------------------------------ |
| 07.1941 — 11.1941 | г. Арзамас Горьковской области |
| 11.1941 — 04.1942 | г. Чебоксары Чувашская АССР    |
| 04.1942 — 02.1946 | г. Арзамас Горьковской области |

## Самолёты на вооружении
| Период        | Самолёты |
| ------------- | -------- |
| 1941 — 1942   | ЛаГГ-3   |
| 07. 1942—1945 | Ла-5     |
| 1944 — 1946   | Ла-7     |

## Подготовленные полки
- 13-й истребительный авиационный полк
- 24-й истребительный авиационный полк
- 28-й истребительный авиационный полк (с 20.11.1941 г., в 1942 г. расформирован)[3]
- 33-й истребительный авиационный полк (с 26.06.1941 г. по 12.07.1941 г., ЛаГГ-3)[4]
- 33-й истребительный авиационный полк (с 19.10.1941 г. по 06.11.1941 г., доукомплектован, переформирован)
- 129-й истребительный авиационный полк
- 254-й истребительный авиационный полк (с 06.09.1942 по 06.03.1943, Ла-5)
- 263-й истребительный авиационный полк
- 437-й истребительный авиационный полк
- 295-й истребительный авиационный полк (с 23.12.1941 по 21.03.1942 г., ЛаГГ-3)
- 295-й истребительный авиационный полк (с 13.06.1942 по 11.07.1942 г.)
- 426-й истребительный авиационный полк (с 20.06.1942 г. по 25.08.1942 г., расформирован)
- 435-й истребительный авиационный полк (с 12.1944 по 03.1945 г., Ла-7)

## Отличившиеся воины полка
- Зеленкин Михаил Михайлович, проходивший службу лётчиком, командиром звена 1-го запасного истребительного авиационного полка, Указом Президиума Верховного Совета СССР удостоен звания Герой Советского Союза 15 мая 1946 года, будучи в запасе.